# Castiarina venusta
Castiarina venusta es una especie de escarabajo del género Castiarina, familia Buprestidae. Fue descrita científicamente por Carter en 1914.